# Kyselina permravenčí

Strukturní vzorec kyseliny permravenčí

Kyselina permravenčí (též kyselina peroxymravenčí, formylhydroperoxid nebo PFA; systematický název je kyselina peroxymethanová) je chemická sloučenina se vzorcem H-CO-O-OH, nejjednodušší a nejsilnější peroxykyselina. Je to bezbarvá kapalina, dráždivá, se silnými oxidačními účinky.
Používá se jako oxidační činidlo a dezinficiens v oblasti potravinářství a medicíny. Je účinným biocidem proti bakteriím (včetně mykobakterií), virům, mikroskopickým houbám a bakteriálním sporám. Jejím degradačním produktem je kyselina mravenčí. Kyselina permravenčí je nestabilní, je třeba ji tedy připravovat těsně před použitím a nakládat s ní opatrně, protože může dojít k rychlému rozkladu s uvolněním velkého množství energie.
Kyselina permravenčí se vyrábí katalyzovanou reakcí kyseliny mravenčí a peroxidu vodíku nebo reakcí kyseliny mravenčí, peroxidu vodíku a kyseliny peroctové. Typický vodný roztok kyseliny permravenčí obsahuje také kyselinu mravenčí a peroxid vodíku.
Kyselina permravenčí se ukazuje být slibným prostředkem pro dezinfekci odpadních vod. Při koncentraci 2 - 4 mg/l dochází během 45 minut ke snížení počtu koliformních mikroorganismů o 2 až 3 log (100krát až 1 000krát). Je však třeba ještě prozkoumat toxicitu a tvorbu vedlejších produktů při takovém použití.